# واکنش پوواروف
واکنش پوواروف(به انگلیسی: Povarov reaction) یک واکنش آلی شامل حلقه‌زایی بین یک ایمین آروماتیک و یک آلکن است. ایمین موجود در این واکنش، محصول واکنش تراکمی یک ترکیب از نوع آنیلین و یک ترکیب از نوع بنزآلدهید است. الکن در این واکنش باید غنی از الکترون باشد، بدان معنا که گروه‌های عاملی متصل به الکن باید قادر به اهدای الکترون باشند. چنین آلکنهایی عبارتند از: انول اترها و انامین‌ها. محصول واکنش در واکنش اصلی پوواروف یک کینولین است. از آنجا که واکنش‌ها را می‌توان به صورت یک پیش ترکیب سه جزئی در یک رآکتور انجام داد، این واکنش را می‌توان به عنوان یک واکنش چندجزئی دسته بندی کرد.